# 森バイパス (北海道)
森バイパス（もりバイパス）は、北海道茅部郡森町にある国道5号のバイパス道路。一部区間においては、北海道内初となる連続鉄筋コンクリート舗装で施工している。

## 歴史
- 1972年（昭和47年）：森バイパス開通[3]。
- 1983年（昭和58年）：国道278号砂原・森バイパス開通[3]。

## 道路施設
- 上台横断歩道橋
- 上鳥崎橋（135.00 m）[4]

## 地理
沿道には道の駅YOU・遊・もりが立地している。
交差する道路
- 国道278号、北海道道1156号森インター線
- 北海道道794号森停車場線
- 北海道道606号霞台森停車場線
- 北海道道1028号森砂原線

## 参考資料
- 久保宏、斎藤幸俊、豊島真樹 (1973). 森バイパスの連続鉄筋コンクリート舗装 (PDF) (Report). 土木研究所寒地土木研究所. 2017年3月31日閲覧。
- 菅原竜蔵、桑島智義、藤山良治、佐々木信夫、三好紀康 (1985). セメントコンクリート舖装における路面修繕工法について-薄層コンクリート舖装工法と樹脂コーティング工法の施工例について- (PDF) (Report). 土木研究所寒地土木研究所. 2017年3月30日閲覧。